# Delegació d'Ensenyament Català
La Delegació d'Ensenyament Català és una entitat creada a finals de la dècada dels seixanta per Òmnium Cultural dedicada a la formació de mestres de català i a l'organització de classes de català a les escoles. Des de la transició s'ha dedicat a mantenir un equip pedagògic de formació de professorat així com a l'elaboració de programes docents. Des del 1985 publica la revista "Escola Catalana", continuadora del "Butlletí" que es va publicar des del 1965.

## A què es dedica
Aquesta organització s'ha creat per la formació i l'ensenyament de mestres de català i a creat una organització de classes de català als sentres educatius.
Des dels 1975 aquesta organització ha promogut un equip pedagògic que permet atendre la formació dels mestres.